# Polisskolan 3 – Begåvningsreserven
Polisskolan 3 – Begåvningsreserven, (originaltitel: Police Academy 3: Back in Training) är en amerikansk film från 1986 och den tredje filmen i filmserien om de klantiga poliserna i Polisskolan.

## Handling
Poliserna vid polisskolan står inför en ekonomisk kris i delstatens budgetarbete. För att lösa krisen har guvernören beslutat att endast en skola ska få fortsätta utbilda poliser i delstaten. Detta leder till att båda de rivaliserade skolorna skall granskas och utvärderas, vilket leder till att en del tar till fula knep för att bli av med sin motståndare. Tanken är att man ska se vilken skola som kan producera den bästa kåren av poliser. Detta blir ett tufft uppdrag för Mahoney, Jones, Tackleberry och deras virrige rektor Lassard.

## Rollista (i urval)
| Steve Guttenberg    | – Sgt. Carey Mahoney      |
| Bubba Smith         | – Sgt. Moses Hightower    |
| David Graf          | – Sgt. Eugene Tackleberry |
| Michael Winslow     | – Sgt. Larvell Jones      |
| Marion Ramsey       | – Sgt. Laverne Hooks      |
| Leslie Easterbrook  | – Lt. Debbie Callahan     |
| Art Metrano         | – Cmndt. Mauser           |
| Lance Kinsey        | – Capt. Proctor           |
| Bruce Mahler        | – Sgt. Douglas Fackler    |
| Tim Kazurinsky      | – Cadet Sweetchuck        |
| Bobcat Goldthwait   | – Cadet Zed               |
| George Gaynes       | – Cmndt. Eric Lassard     |
| Shawn Weatherly     | – Cadet Karen Adams       |
| Scott Thomson       | – Sgt. Chad Copeland      |
| Brant von Hoffman   | – Sgt. Kyle Blanks        |
| George R. Robertson | – Chief Henry Hurst       |